# Bdélio

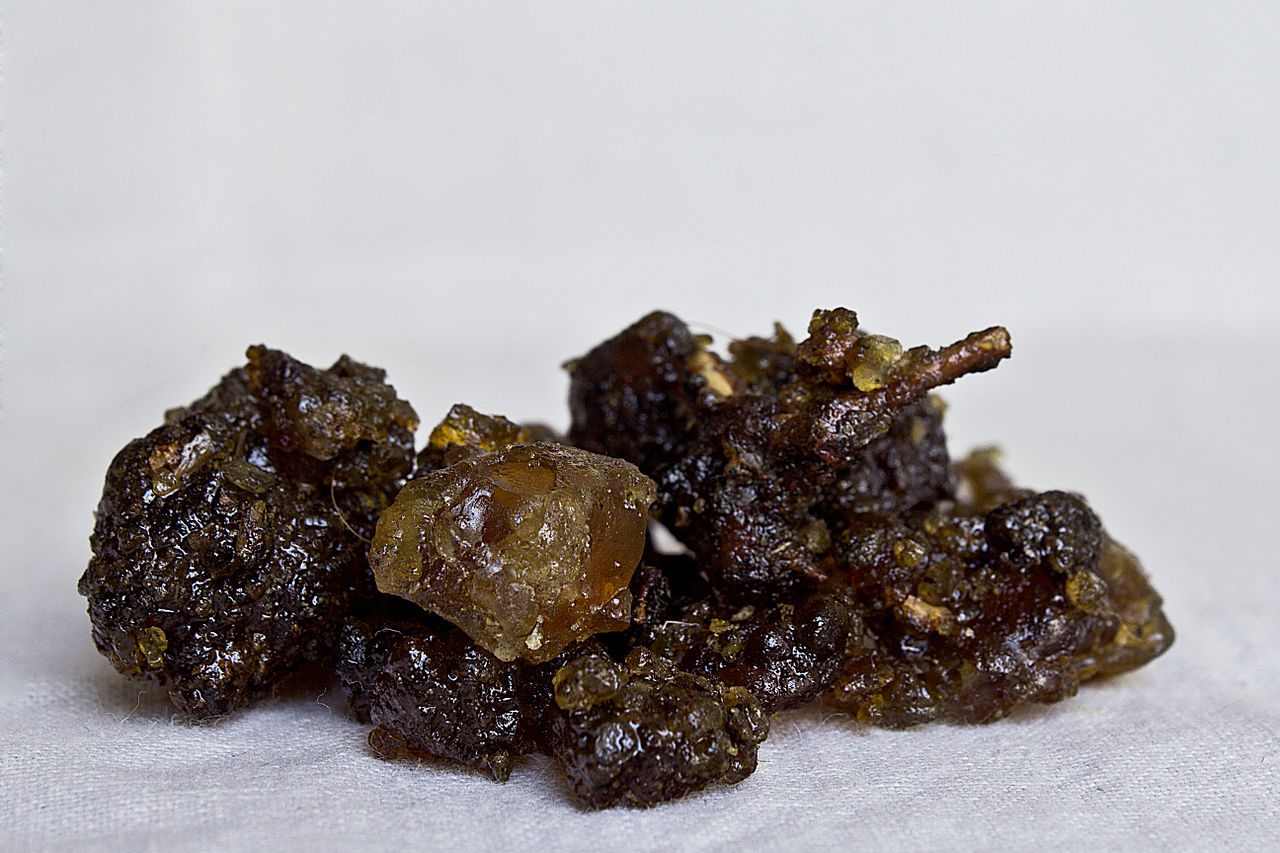
Bdélio

O bdélio (em hebraico, bedolach, latim, bdellium, grego, βδὲλλιον) é uma goma-resina aromática comum no Oriente Médio e empregada para falsificar a mirra.
Em seu estado natural fica sob a forma de grandes rasgos esferoidais, vermelho ou marrom-avermelhado, odor aromático semelhante ao da mirra (produzida principalmente a partir de Commiphorra myrrha)  e gosto muito amargo. É feito a partir de uma variedade de espécies vegetais da Commiphora e da Burseracee (África e Ásia). O bdélio encontra aplicação na medicina e na perfumaria. No primeiro caso, é usado para fazer emplastros amargos, adstringentes e tônicos, além de em bandagens. No segundo caso, pode ser usado como mirra sofisticante.

## Na Bíblia
Citada no capítulo 2 do livro de Gênesis, na passagem que fala de uma região próxima ao rio Pisom:
"10E saía um rio do Éden para regar o jardim; e dali se dividia e se tornava em quatro braços.
11O nome do primeiro é Pisom; este é o que rodeia toda a terra de Havilá, onde há ouro.
12E o ouro dessa terra é bom; ali há o bdélio, e a pedra sardônica."

## Leitura complementar
- Dalby, Andrew (2003), Food in the ancient world from A to Z, ISBN 0415232597, London/New York: Routledge